# シュリンクフレーション
シュリンクフレーション（英語: shrinkflation）とは、小売りされる商品の価格は変わらないままその内容量がシュリンク（縮小）してゆく経済問題である。shrink(収縮)とinflation(インフレ)の合成語であり、インフレーションの形態の一つである。
実質的な値上げに消費者が気づきにくい（ステルス性）ことから、日本語ではステルス値上げ（ステルスねあげ）とも呼ばれる。
スタグフレーションとの対比として提唱されたのが初出ともいわれるが、本項の意味での「シュリンクフレーション」はアメリカの経済学者、ピッパ・マルムグレンの造語とされることが多い。
例えば様々な商品が、価格やパッケージが変わらないままサイズだけはシュリンクしている。この「シュリンクフレーション」こそが兆しなのだ—ピッパ・マルムグレン
租税の改定や為替レートの変動、製造コスト上昇等の要因により、パッケージはそのままなのに内容量・数量が減少する例が代表的である。中には内容量・数量が減少したにもかかわらず、販売価格が上昇しているケースも見られる。なお、消費者物価指数などの統計においては、多くの品目において内容量の変化についての調整が行われており、その点で隠れ・ステルスとはなっていない。
シュリンクフレーションの過程で行われる実質値上げは下手をすると消費者への騙し討ちのような形になり、最悪の場合は製品の売上を安定的に支えるロイヤルユーザーからの不信を招いて製品の生産終了に繋がる可能性がある。

## 実例
- 900ミリリットルの紙パックを使用した牛乳。主な商品としては、2014年発売のセブンプレミアム北海道十勝おいしい牛乳、2016年発売の明治おいしい牛乳など。
- 2016年には、モンデリーズ社がアルプス山脈をイメージしたデザインのチョコレート菓子「トブラローネ」をシュリンクさせ、イギリスで販売するロットのみ山と山の間隔を広げて内容量を減らしたため物議を醸した[7]。なお、批判が大きかったことから、2018年には内容量を増やした上で値上げされ、元の形状に戻された[8][9]。
- 2024年セブンイレブンジャパン社長の永松文彦は自社の弁当が上げ底になっているのではという疑惑を週刊文春記者に問われたところ「そんなアコギなことはできない」と否認し「ネットに投稿する方は、事実をもって投稿してほしい」と反論した[10]。

## 抑止策
韓国政府は2023年11月、シュリンクフレーションは「消費者の信頼を傷つけかねない」として実態調査を行うと表明。翌12月、日常生活に密着した品目について製造者が容量等を変更する場合には、消費者院への通知と消費者への周知義務を定める方針を発表した。